# 国立労働銀行
国立労働銀行 (Banca Nazionale del Lavoro S.p.A. (BNL), バンカ・ナツィオナーレ・デル・ラヴォーロ) は、イタリアの6大銀行の1つ。かつては国立 (Nazionale) とある名前どおり国営であった。国のコンツェルンに属する企業へ構造的に融資を続けた。1998年に民営化されたが、BNPパリバの傘下となった2006年現在も行名は変わっていない。

## 沿革
1913年にアルトゥロ・オシオ（Arturo Osio）が初代理事となって Istituto Nazionale　di Credito per la Cooperazione (INCC) が設立された。ルイージ元首相（Luigi Luzzatti）の経済政策がジョヴァンニ・ジョリッティの後援で具体化されたのであった。このINCC は当初から国際金融市場を目標としていた。1920年までにINCC は営業圏を劇的に縮小した。ファシストの政治力に脅かされた結果であった。政府が営業して危機は去ったが、1929年に正式に国有化され国立労働銀行となった。世界恐慌はイタリア金融改革の契機となった。1936年の銀行法で国内のメガバンク24行が政府直営となり、英国流に短期と中・長期融資が仕分けられた。BNL は同法により政府保証債の発行・引受を例とする特権的地位を得た。
第二次世界大戦の前後各十年にわたり、国の映画産業はBNL にとり旨みのある借り手であった。1980年代には、イラクのフセイン政権に対する武器不正輸出事件に積極的に関与し、総裁を初めとする同行幹部が有罪判決を受けた。1990年代に経営再建が行われ、1998年には株式上場を果たした。INA（Istituto Nazionale Assicurazioni, 現ゼネラリ保険）とビルバオ・ビスカヤ・アルヘンタリア銀行がBNL主要株主となった。後者はウニポル（Unipol）と2000年12月に合弁事業をスタートした。このウニポルは2005年にドイツ銀行の後援をうけてBNLを買収するのではと噂された。2006年、BNLがBNPパリバの出資を受け入れ傘下に入った。